# 加重等価平均感覚騒音レベル
加重等価平均感覚騒音レベル（かじゅうとうかへいきんかんかくそうおんれべる、Weighted Equivalent Continuous Perceived Noise Level）は、航空機騒音の評価指標の1つである。音圧レベルとしてのデシベル（あるいはかつて公用されたホン）は単なる物理量の尺度であり、瞬間的な音の強さを表す場合にも使われる単位なのに対して、WECPNLは算出過程で発生回数を加算するなどの形で時間的な積み重ねを反映しているのが特徴である。WECPNL、うるささ指数とも呼ばれる。
算出の際使用する基本評価量は本来はPNL(Perceived Noise Level,知覚騒音レベル)であるが、日本国内では{\displaystyle L_{A}}（A特性音圧レベル）から近似出来るように簡易化されたものが使用されてきた。これについても本項で後述する。

## 制定経緯

### 世界
1950〜60年代に入ると、航空機のジェット化が進み、その騒音が世界的な問題となっていた。この対策を進めるに当たって、騒音評価の為の指標の必要性が増し、各国で様々な指標が提唱された。K.D.Kryterはジェット機騒音を評価するため、PNL（Perceived Noise Level,感覚騒音レベル）の評価尺度を提案した。PNLは通常の騒音評価で用いられるA特性とは異なる感覚尺度であり、後の様々な評価尺度に大きな影響を与えた。M.J.Lighthillはジェット気流から発生する騒音が気流速度の8乗に比例することを導出し、後年発生源の低騒音化に貢献することになるターボファンエンジンの基礎理論確立に役立った。
イギリスではヒースロー空港で騒音調査が実施され、Wilson Report(1963,1971)が纏められた。この調査では、PNLに基づいた評価指標としてNNI（Noise Number Index）が導入された。アメリカでは、NASA、FAAが中心となって空港周辺の土地利用のための指標としてCNR（Composite Noise Rating）を使用することとしたが、後にNEF（Noise Exposure Forecast）に変更した。
しかし、これらの尺度で世界基準としての地位を築いていたものは無かった。その様な状況下、国際民間航空機関（ICAO）も騒音問題が航空交通の発展の阻害要因になることを予期し、1959年にISOに対して航空機騒音の測定評価方法について規格制定を要請した。また、ICAO独自に下記の施策について審議している。
- 航空機の騒音証明制度
- 騒音軽減運行方式
- 騒音軽減のための土地利用方策

1969年モントリオールにて、「ICAO航空機騒音特別会議」が開かれた。この会議で航空機騒音証明制度について定められ、空港周辺の土地利用方策については統一指標としてWECPNLが提唱された。その後1971年、ICAO ANNEX16（第16附属書 騒音対策）の第1版を発行し、発生源対策として騒音基準適合証明制度を発足させた。このとき、評価尺度としてWECPNLの標準化を勧告した。

### 日本
折りしも、日本では高度成長に伴って民間航空の利用が年毎に増加し、日本に駐留していた在日米軍および自衛隊も現代戦に不可欠的な装備として様々な機種を調達していった。そのため、国土に占める平野部が狭隘なことから各地の飛行場近辺では都市化が進行し、公害の1つとしてクローズアップされていった。しかし航空機騒音を評価する標準として確立されたものは無く、各地で様々な評価法が試行錯誤されていた。1967年、公共用飛行場周辺における航空機騒音による障害の防止等に関する法律が制定され、騒音被害の実態把握や対策、監視等の手段として評価法の統一への要求は高まった。
当初、日本政府での議論は厚生省生活環境審議会の下に設置された公害部会の中に騒音環境基準専門委員会で進められ、一般騒音に係る環境基準の案を部会に答申を行った後、1970年6月より航空機騒音は新幹線騒音とともに特殊騒音として環境基準の審議が開始された。審議ではまず前年のICAOでの会議報告を検討することから開始され、主としてWECPNLとNNIについての比較が実施された。次の理由からWECPNLを採用し、近似的に簡略化して日本国内で使用することが結論された。
1. 航空機の国際性を考慮し、ICAOの推奨規格とした
2. NNIとWECPNLは通常の空港における運行回数の範囲では大差が無い。一方、測定時期によって回数の項の係数では著しく異なるものがある。
3. 当時の航空機製造会社やFAAが保持していた騒音データがPNLに基づいたものであった

1971年7月に発足した環境庁は中央公害対策審議会を発足させ、生活審議会での議論を引き継いだ。その後、1971年9月27日には環境庁長官より諮問が出され、航空機騒音についての審議がはじめられた。1971年12月、環境庁は「緊急を要する航空機騒音対策について、当面の措置を講ずる場合の指針について」を勧告しWECPNL85以上の地域における緊急対策の実施を求める形でこの指標を使用している。
その後、「航空機騒音に係る環境基準」は1973年12月27日に告示した。環境基準としての告示は当初非常な困難が予想されたが、上述のようにICAOが各機種への騒音証明制度を勧告したこと、ターボファンエンジンの発達等で低騒音機材の目途がつき、将来大幅な騒音軽減が見込めたことから制定に踏み切った。告示では環境改善の目標値が示されたが、五十嵐は各国の目標値を{\displaystyle L_{AEQ}}に換算して比較した結果、日本の基準と大差がない旨を述べている。
以降、飛行場を所管する防衛庁、運輸省（いずれも当時）の環境関連法令に反映されることとなる。WECPNLの採用は当時としては他国に先駆けており、その意味で先進的な面があった。
簡易的な測定法を使用した理由は、ICAOの測定法が当時の機材の水準から見て実用的ではないことであった。WECPNLはPNLに基づき算出する指標の1つであるが、ANNEX16の記述に忠実に従った場合、PNL算出と特異音補正のために、0.5秒ごとに1/3オクターブ分析を行い、複雑な計算処理をする必要があった。これは、当時の地方公共団体職員が実施する現場測定で簡便に実施できる方法ではなかった。
1970年代に一般的だった騒音計は対数目盛りのアナログタイプの指示計である。測定者はこの騒音計の示す騒音レベルの瞬時値を目視で記録していた。
後年、環境省はICAOの評価方式をそのまま採用した場合、測定に大きな労力を消費し、防音工事区域の指定や各種工事の実施が実績より大幅に遅延するとの評価を下している。また、その評価を下した報告書では、1979年から1985年にかけて、環境対策予算が突出して大きく支出され、1985年時点で当時の対象家屋に対する防音工事の実施率が95%に達したことも挙げて説明されている

## 定義

### 航空機騒音評価の概念とICAO、日本での相違点の概要
航空機騒音は1機1機については単発騒音であるが、それらの発生は間欠的であり、評価指標には累積効果を反映することが求められる。したがって、大抵の評価量は測定の基準にする時間帯（例:24時間）に発生する単発騒音暴露をエネルギー的に加算して時間帯で割る平均騒音レベルの考え方に立っている。
また、航空機騒音の評価は「音の大きさ(Loudness,ラウドネス)」に基づく方法と「音のやかましさ(Noisiness,ノイジネス)」に基づく方法に大別される。両者の違いは「基本評価量に何を使用するか」にあり、前者は騒音レベル(A特性音圧レベル、{\displaystyle L_{A}})が、後者では知覚騒音レベル(PNL,Perceived Noise Level)が基本評価量になる。
しかし、日本のWECPNLは本来ICAOのWECPNLがPNLベースであったのに対して、騒音計で測定可能な{\displaystyle L_{A}}から近似できるように簡略化した。その結果、五十嵐寿一は「環境基準における(W)ECPNLは、本質的に時間帯補正をした等価騒音レベルと考えてよい」と述べており、環境省でも「A特性騒音レベルのピークレベルに基づいた評価尺度」と述べるに至っている。

### 用語
ここで導出等で頻出する用語の一部を説明する。
EPNL1機が飛行したときの騒音暴露レベル。PNLをベースの尺度として用い、基準時間を10秒として計算する。
ECPNL：EPNLを使用し24時間に飛行した全航空機による騒音を総計（エネルギー加算とも言う）し、24時間（86400秒）で平均を取って算出する。等価PNL。
これを時間帯に応じて加重した指標がWECPNLとなる。

### 日本式WECPNL
{\displaystyle WECPNL=L_{A}+10\log _{10}N-27}
ここで、
{\displaystyle L_{A}=10\log _{10}(\sum 10^{\frac {L_{i}}{10}})}
n：1日での航空機騒音の発生回数（回/日）
Li：1日において暗騒音より 10dB 以上大きい航空機の騒音のピークレベルで、第i回目に発生したレベル
{\displaystyle N=N_{2}+3N_{3}+10(N_{1}+N_{4})}
N1：0時〜7時までに離着陸する機数
N2：7時〜19時までに離着陸する機数
N3：19時〜22時までに離着陸する機数
N4：22時〜24時までに離着陸する機数
単位はdBを使用するが、あるいは「WECPNL○」、「○WECPNL」、あるいは更に簡略に「○W」「W値○」などと表記されることがある。
簡易化のポイントは下記の4点である。
1. ジェット機から発生する騒音は、その騒音の時間変化パターンについて三角近似が成り立つと仮定し、騒音の最大値と継続時間を使用して算出する。具体的には騒音計の測定結果{\displaystyle L_{a}}に補正13を加えた値をPNLとする[注釈 5]
2. ICAOは時間帯を2分類ないし3分類に区分することを勧告している。日本では上述のように3分類に従い、{\displaystyle L_{A}}の定義は計算の容易さから、各時間帯のパワー平均が1日のパワー平均と同じであると仮定し、夕方（19時〜22時）で5dB、夜間（22時〜翌日7時）で10dB加算している。
3. ICAOのWECPNLは1機ごとのEPNL（{\displaystyle L_{EPN}}, 実効知覚騒音レベル）に基づいており、騒音の継続時間も1機毎に測定する必要がある。しかし、離着陸における騒音の平均継統時間（騒音の最大値から10dB低下するまでの時間）はほぼ20秒と考えられたため、補正は10dB一定とした。この補正では、着陸時の空港近傍では過大評価になるが、元々騒音が極端に大きいため地域保護などを配慮して簡略化している。
4. ICAOの特異音補正の方法は周波数分析と複雑な計算を必要とする。一方で環境庁が評価指標を検討していた1970年代初頭において、今後の航空機はターボファンが主流となることが予測され、特異音補正の必要性は薄れていた。そのため、補正を式から省略した。

この日本方式で算出されるECPNL,WECPNLと{\displaystyle L_{A}}ベースの指標との関係は次のようになる。
{\displaystyle ECPNL\simeq L_{AEQ24}+13}
{\displaystyle WECPNL\simeq L_{den24}+13}

### 日本の特殊飛行場における取り扱い
環境庁が環境基準を告示に至る過程では、いわゆる基地の取り扱いについても触れられている。民間空港の運行が定常的であるのに対して、軍用機空港の運用は飛行回数、コース等が非定常的で、騒音レベルの変化が大きい。この点をどのように配慮するかも議論された。日本国内の27箇所の飛行場で調査が実施され、その結果、基準点を設定し、各測定点ではある時期に短期測定を実施し、その値を同時期に基準点で測定したデータと比較して、その地点の短期測定値から年間平均のWECPNLを推定する方法が提案された。比較方法を式で表すと次のようになる。
{\displaystyle WECPNL_{0}-WECPNL_{0x}=WECPNL_{1}-WECPNL_{1x}}
{\displaystyle WECPNL_{0}} ：基準点における年間平均値
{\displaystyle WECPNL_{0x}} ：基準点におけるある2週間値
{\displaystyle WECPNL_{0}} ：地点1における年間推定値
{\displaystyle WECPNL_{1x}} ：地点1における基準点と同じ時期の2週間値
任意地点における測定は運行回数の多い時期を選ぶことが推奨されている。

## 問題点

### 評価値逆転現象
2002年、成田空港にて平行滑走路が暫定で供用を開始した。その際に実施された測定結果した際、次のような事実が明らかとなった。具体的には2本の滑走路に発着する全ての航空機を対象に算定したWECPNL値が各滑走路に限定して算定したWECPNLより僅かに小さな値（0.1〜0.5dB）となった。これは「逆転現象」と名付けられ、体感に反するとの批判がなされた。
この現象の原因は時間帯を問わず騒音レベルのパワー平均が同じであるとした簡略化にあり、成田空港では成立しなかったためである。逆転現象を解消するには、時間帯別にパワー平均をとることが有効と言う事実も明らかになっている。

## 新評価尺度への移行

### 世界
ICAOは1985年、次の2点を挙げて議定書(Convention) ANNEX16からWECPNLを削除した。
- ICAOの調査の結果、採用国が少なかったこと
- 日本が簡易的な手法を使用し、本来のICAO方式に則っていないこと

なお、当時アメリカは等価騒音レベルをベースとした{\displaystyle L_{dn}}への移行を実施していた。日本が簡易的かつ事実上等価騒音レベルベースとしてWECPNLを使用していることから、ICAOでも従来のWECPNLをさらに簡素化する方向で審議がすすめられ、結局土地利用の指標はA特性等価騒音レベルに改訂した。
その後、{\displaystyle L_{A}}を元にした等価騒音レベル{\displaystyle L_{aeqT}}（Equivalent Continuous A-Weighed Sound Pressure Level）、およびこれをベースとして時間帯別の重み付けを行った評価尺度として{\displaystyle L_{dn}}に加えて{\displaystyle L_{den}}などが普及してきた。日本の他に、WECPNLを採用した国はイタリア、中国、韓国などがあるが、イタリアは1997年に{\displaystyle L_{aeq}}に移行した。またEU全体の指標としては2002年に{\displaystyle L_{den}}が採用されEU加盟国内でも切り替えが進んでおり、2000年代にはこれらが世界的な標準となりつつある。

### 日本
一方で、日本においては地域、道路、航空機、新幹線など個別の騒音発生源別に評価指標が制定されてきた経緯がある。これらの評価指標は個々の発生源別に対策を採るには効果があったが、全ての騒音をあわせた総暴露量の評価が不可能であり、等価騒音レベル（エネルギーベースとも呼ばれる）で統一した指標を制定する必要性が認められた。
2000年代になると、騒音測定技術の進歩（計算機資源、組み込み技術の進歩）から、エネルギー積算が簡易に実施可能となっていた。このため、日本でもWECPNLに代わる評価尺度の採用について検討することになり、環境省は中央環境審議会騒音振動部会に騒音評価手法等専門委員会を組織した。専門委員会は3回の審議を実施し、騒音振動部会でも概要について議論が行われている。これらは議事録として環境省HPより公開された。2007年5月には改正案が提出され、意見募集を実施している。
この改正案では1980年代以降の騒音計の発達について次のように述べられている。
検討では各種評価尺度を比較した結果、現行のWECPNLと直線的な関係にあり 、夕方時間帯の区分など継続性のあるLdenが適当である旨の結論を得た。2007年12月には「航空機騒音に係る環境基準について（環境庁告示第154号）」が一部改正され、Ldenへの移行が決定した。
環境省はその後、Ldenに基づいた新しい測定・評価マニュアルを作成し、2009年7月28日付けで各都道府県知事に送付した。移行は2013年3月31日を予定しており、現行の「航空機騒音監視測定マニュアル」（1988年7月制定）は同日を以って廃止される。しかし、実際に測定を実施してきたメーカーなどには、機器の進歩で簡便な測定が可能であるか、疑問点を列挙しているところもある。